# 蘇魯奇
蘇魯奇（土耳其語： [ˈsuɾut͡ʃ]；：‎）是土耳其南部尚勒烏爾法省的城鎮，毗鄰與敘利亞接壤的邊境，距離首府尚勒烏爾法46公里，面積735平方公里，2012年人口101,351。
2015年7月20日發生的蘇魯奇爆炸案造成33人喪生（包括兇徒在內）。